# Административно деление на Гвинея-Бисау
Гвинея-Бисау е разделена на 8 региона, които се делят на сектори, и 1 автономен сектор. Регионите се поделят на общо 37 сектора. Регионите са:
- Бафата
- Биомбо
- Бисау – автономен сектор
- Болама
- Кашеу
- Габу
- Ойо
- Кинара
- Томбали